# Pannonhalma (distrikt)
Pannonhalma är ett distrikt i Ungern. Det ligger i provinsen Győr-Moson-Sopron, i den västra delen av landet, 90 km väster om huvudstaden Budapest.